# بدفوردویو
بدفوردویو (انگلیسی: Bedfordview) حومه‌ای غنی در اکورهولنی غربی است که دارای مرز اداری با شهرداری شهری ژوهانسبورگ، خائوتنگ، آفریقای جنوبی است. بدفوردویو از سال ۲۰۰۰ بخشی از شهرداری کلانشهر اکورهولنی بوده‌است. مرکز خرید Eastgate که یکی از بزرگ‌ترین مرکزهای آفریقا در اولین ساخته شد نیز در اینجا قرار دارد.